# 相模原市議会
相模原市議会（さがみはらしぎかい）は、神奈川県の政令指定都市である相模原市の地方議会。

## 概要
- 定数：46人
- 任期：4年
- 議長：古内明（自由民主党）
- 副議長：大崎秀治（公明党）

## 会派
| 会派名                                 | 議員数 | 所属党派                                  | 女性議員数 | 女性議員の比率(%) |
| -------------------------------------- | ------ | ----------------------------------------- | ---------- | ----------------- |
| 自由民主党相模原市議団                 | 14     | 自由民主党12・無所属2                     | 1          | 7.14              |
| 民主みらい・無所属・地域政党さがみはら | 9      | 立憲民主党5・地域政党さがみはら1・無所属3 | 1          | 23.08             |
| 公明党相模原市議団                     | 8      | 公明党                                    | 2          | 25                |
| 立憲民主党                             | 5      | 立憲民主党                                | 3          | 60                |
| 日本維新の会相模原市議団               | 4      | 日本維新の会                              | 0          | 0                 |
| 颯爽の会                               | 3      | 無所属                                    | 3          | 100               |
| 日本共産党相模原市議団                 | 2      | 日本共産党                                | 0          | 0                 |
| 無所属                                 | 1      | 無所属                                    | 0          | 0                 |
| 計                                     | 46     |                                           | 10         | 26.09             |

（2023年5月18日現在）

## 委員会

### 議会運営委員会
議会運営委員会は、議会運営上のさまざまな問題について議論する委員会である。 

### 常任委員会
| 委員会名           | 定数 | 所轄事項 | 委員長           |
| ------------------ | ---- | --- | ---------------- |
| 総務委員会         | 9人  | - 秘書課の所管に属する事務に関すること - 総務局の所管に属する事務に関すること - 企画財政局の所管に属する事務に関すること - 危機管理局の所管に属する事務に関すること - 会計課の所管に属する事務に関すること - 消防局の所管に属する事務に関すること - 議会局の所管に属する事務に関すること - 選挙管理委員会の所管に属する事務に関すること - 人事委員会の所管に属する事務に関すること - 監査委員の所管に属する事務に関すること - 固定資産評価審査委員会の所管に属する事務に関すること - 他の委員会の所管に属さない事項 | 秋本仁(自民)     |
| 民生委員会         | 9人  | - 健康福祉局の所管に属する事務に関すること | 三須丈太郎(民主) |
| 市民環境経済委員会 | 9人  | - 環境経済局の所管に属する事務に関すること - 農業委員会の所管に属する事務に関すること | 鈴木英成(民主)   |
| 建設委員会         | 9人  | - 都市建設局の所管に属する事務に関すること | 大八木聡(自民)   |
| 子ども文教委員会   | 10人 | - 市民局の所管に属する事務に関すること - 区役所の所管に属する事務に関すること - 教育委員会の所管に属する事務に関すること | 岡本浩三(公明)   |

### 特別委員会
特別委員会は、付議事件（議会の議決によって定められた市政の特定の問題）について審査あるいは調査・研究するため、必要に応じて設置される委員会で、現在、7つの特別委員会が設置されている。
- 子どもと高齢者などの支援に関する特別委員会
- 基地対策特別委員会
- 大都市制度に関する特別委員会
- 新たなまちづくりに関する特別委員会
- 防災・減災の推進に関する特別委員会
- 予算特別委員会
- 決算特別委員会

## 選挙区・定数
相模原市議会の選挙制度は、各行政区を選挙区とする中選挙区制（単記非移譲式）である。
| 選挙区 | 定数 | 選出議員     | 政党（公認）       | 会派                                   | 当選回数 |
| ------ | ---- | ------------ | ------------------ | -------------------------------------- | -------- |
| 緑区   | 11   | 秋本仁       | 自由民主党         | 自由民主党相模原市議団                 | 2回      |
| 緑区   | 11   | 岩井大       | 日本維新の会       | 日本維新の会相模原市議団               | 1回      |
| 緑区   | 11   | 大八木聡     | 自由民主党         | 自由民主党相模原市議団                 | 2回      |
| 緑区   | 11   | 栗原大       | 立憲民主党         | 立憲民主党                             | 5回      |
| 緑区   | 11   | 小林たかみち | 無所属             | 無所属                                 | 2回      |
| 緑区   | 11   | 佐藤尚史     | 自由民主党         | 自由民主党相模原市議団                 | 2回      |
| 緑区   | 11   | 関根雅吾郎   | 無所属             | 民主みらい・無所属・地域政党さがみはら | 4回      |
| 緑区   | 11   | 谷川ヒロシ   | 立憲民主党         | 民主みらい・無所属・地域政党さがみはら | 1回      |
| 緑区   | 11   | 中村忠辰     | 公明党             | 公明党相模原市議団                     | 2回      |
| 緑区   | 11   | 南波秀樹     | 公明党             | 公明党相模原市議団                     | 3回      |
| 緑区   | 11   | 野元好美     | 無所属             | 颯爽の会                               | 5回      |
| 中央区 | 17   | 五十嵐千代   | 無所属             | 颯爽の会                               | 4回      |
| 中央区 | 17   | 今宮祐貴     | 日本共産党         | 日本共産党相模原市議団                 | 2回      |
| 中央区 | 17   | 後田博美     | 公明党             | 公明党相模原市議団                     | 3回      |
| 中央区 | 17   | 臼井貴彦     | 立憲民主党         | 立憲民主党                             | 4回      |
| 中央区 | 17   | 榎本揚助     | 地域政党さがみはら | 民主みらい・無所属・地域政党さがみはら | 2回      |
| 中央区 | 17   | 大沢洋子     | 立憲民主党         | 立憲民主党                             | 6回      |
| 中央区 | 17   | 岡本浩三     | 公明党             | 公明党相模原市議団                     | 2回      |
| 中央区 | 17   | こさわ隆宏   | 日本維新の会       | 日本維新の会相模原市議団               | 1回      |
| 中央区 | 17   | 田崎明       | 日本維新の会       | 日本維新の会相模原市議団               | 1回      |
| 中央区 | 17   | 中村昌治     | 自由民主党         | 自由民主党相模原市議団                 | 6回      |
| 中央区 | 17   | 西田悠人     | 自由民主党         | 自由民主党相模原市議団                 | 1回      |
| 中央区 | 17   | 西家克己     | 公明党             | 公明党相模原市議団                     | 4回      |
| 中央区 | 17   | 萩生田康治   | 無所属             | 自由民主党相模原市議団                 | 1回      |
| 中央区 | 17   | 松浦千鶴子   | 立憲民主党         | 民主みらい・無所属・地域政党さがみはら | 1回      |
| 中央区 | 17   | 三須城太郎   | 無所属             | 民主みらい・無所属・地域政党さがみはら | 2回      |
| 中央区 | 17   | 森繁幸       | 無所属             | 民主みらい・無所属・地域政党さがみはら | 5回      |
| 中央区 | 17   | 渡部俊明     | 自由民主党         | 自由民主党相模原市議団                 | 3回      |

| 選挙区 | 定数 | 選出議員     | 政党（公認）       | 会派                                   | 当選回数 |
| ------ | ---- | ------------ | ------------------ | -------------------------------------- | -------- |
| 南区   | 18   | 阿部善博     | 自由民主党         | 自由民主党相模原市議団                 | 6回      |
| 南区   | 18   | 石川達       | 立憲民主党         | 民主みらい・無所属・地域政党さがみはら | 3回      |
| 南区   | 18   | 大崎秀治     | 公明党             | 公明党相模原市議団                     | 4回      |
| 南区   | 18   | 大槻和弘     | 自由民主党         | 自由民主党相模原市議団                 | 4回      |
| 南区   | 18   | 折笠正治     | 自由民主党         | 自由民主党相模原市議団                 | 2回      |
| 南区   | 18   | 加藤明徳     | 公明党             | 公明党相模原市議団                     | 7回      |
| 南区   | 18   | 桜井はるな   | 立憲民主党         | 立憲民主党                             | 4回      |
| 南区   | 18   | 鈴木晃地     | 日本維新の会       | 日本維新相模原市議団                   | 3回      |
| 南区   | 18   | 鈴木秀成     | 無所属             | 民主みらい・無所属・地域政党さがみはら | 4回      |
| 南区   | 18   | 須田毅       | 自由民主党         | 自由民主党相模原市議団                 | 6回      |
| 南区   | 18   | 寺田弘子     | 自由民主党         | 自由民主党相模原市議団                 | 5回      |
| 南区   | 18   | 仁科はつ美   | 立憲民主党         | 立憲民主党                             | 2回      |
| 南区   | 18   | 長谷川くみ子 | 無所属             | 颯爽の会                               | 6回      |
| 南区   | 18   | 羽生田学     | 日本共産党         | 日本共産党                             | 3回      |
| 南区   | 18   | 古内明       | 自由民主党         | 自由民主党相模原市議団                 | 5回      |
| 南区   | 18   | 保々富美子   | 公明党             | 公明党相模原市議団                     | 1回      |
| 南区   | 18   | 務川慧       | 無所属             | 自由民主党相模原市議団                 | 1回      |
| 南区   | 18   | 山口恒       | 地域政党さがみはら | 民主みらい・無所属・地域政党さがみはら | 1回      |

## 議員報酬と諸手当
| 役職   | 報酬            | 政務活動費  |
| ------ | --------------- | ----------- |
| 議長   | 月額 77万9000円 | 月額 10万円 |
| 副議長 | 月額 71万3000円 | 月額 10万円 |
| 議員   | 月額 67万円     | 月額 10万円 |

## 広報
相模原市議会は2016年4月22日に選挙権年齢の引き下げによって、新たな選挙権を得た若年層などに対して市議会の活動を周知するために、市議会を紹介する漫画を製作した。

## 選挙にまつわるあれこれ

### 2015年
2015年の相模原市議会議員選挙（南区選挙区）において、当初、小林丈人が3304票で最下位当選、大槻和弘が3303.339票で次点落選と発表された。相模原市選挙管理委員会は、2015年5月24日に無効とされていた1票を大槻への有効票と判断した。この結果、大槻を3304.339票で当選としたのである。
当初無効とされていた票は「か●ひ」（●は判読不能の文字）と記載されているものであった。東京高裁は、当該票は「選挙人の意思としては、「かずひろ」と記載しようとして誤字及び脱字したものと解するのが相当である。」と判断し、最高裁もこれに倣った。

### 2019年
2019年4月7日に行われた相模原市議会議員選挙（中央区選挙区）で、松浦千鶴子と今宮祐貴の得票数が共に3158票であったため、くじ引きを行い、今宮が最下位当選となった。
同年4月18日に松浦は「まつうらちかこ」あるいは「まつうらちか子」と記入された3票が無効票として処理されており、それらは「まつうらちづこ」の誤記であったと、相模原市選挙管理委員会に異議を申し立てた。
市選挙管理委員会では「まつうらちかこ」票の存在は認めたが（票数や自書の実態については明確にしていない）、松浦の主張は排斥した。立候補者25名の中には、現職市議会議員の松永千賀子（本選挙でも当選）がおり、当該票は松浦の姓と松永の名の混記無効と解するのが妥当と判断したためである。
松浦は、同年5月31日に神奈川県選挙管理委員会に審査請求を行ったが、県選挙管理委員会も異議申し立てを棄却。松浦は東京高裁に棄却決定を取り消しを求めて訴訟を起こしたが、2020年1月16日に松浦請求を棄却した。松浦は上告したが、最高裁第1小法廷は同年7月9日付けで上告棄却を決定した。
なお、松浦と今宮は共に2023年の市議会選挙にも出馬しており、2023年では両名共に当選を果たしている。一方で、同年3月下旬に他の議員が死去した結果、くじに外れての落選だった松浦は繰り上げ当選の対象となったが、相模原市選挙管理委員会が手続きを失念しており、松浦本人からの指摘で事態を把握する形となった。2023年の選挙後も4月29日まで任期が残っていたため、4月13日の選挙会で松浦に当選証書が渡された。